# Maximilian Sauer
Maximilian Sauer (Salzgitter, 15 maggio 1994) è un calciatore tedesco, difensore dello Schöningen.

## Caratteristiche tecniche
È un terzino destro.

## Carriera
Cresciuto nel settore giovanile del Wolfsburg, ha iniziato la propria carriera professionistica nel 2013 fra le file dell'Hessen Kassel, dove ha disputato 24 incontri nella stagione 2013-2014.
Trasferitosi all'Eintracht Braunschweig al termine del campionato, vi è rimasto quattro stagioni collezionando 51 presenze in 2. Fußball-Bundesliga prima di passare al Greuther Fürth.

## Statistiche
Statistiche aggiornate al 16 giugno 2020.

### Presenze e reti nei club
| Stagione               | Squadra                | Campionato             | Campionato | Campionato | Coppe nazionali | Coppe nazionali | Coppe nazionali | Coppe continentali | Coppe continentali | Coppe continentali | Altre coppe | Altre coppe | Altre coppe | Totale | Totale | Totale |
| Stagione               | Squadra                | Comp                   | Pres       | Reti       | Comp            | Pres            | Reti            | Comp               | Pres               | Reti               | Comp        | Pres        | Reti        | Pres   | Reti   |        |
| ---------------------- | ---------------------- | ---------------------- | ---------- | ---------- | --------------- | --------------- | --------------- | ------------------ | ------------------ | ------------------ | ----------- | ----------- | ----------- | ------ | ------ | ------ |
| 2013-2014              | Hessen Kassel          | RL                     | 24         | 0          | CG              | 0               | 0               |                    | -                  | -                  |             | -           | -           | 24     | 0      |        |
| 2014-2015              | Eintracht Braunschweig | 2L                     | 6          | 0          | CG              | 1               | 0               |                    | -                  | -                  |             | -           | -           | 7      | 0      |        |
| 2015-2016              | Eintracht Braunschweig | 2L                     | 15         | 1          | CG              | 1               | 0               |                    | -                  | -                  |             | -           | -           | 16     | 1      |        |
| 2016-2017              | Eintracht Braunschweig | 2L                     | 15+2       | 0          | CG              | 0               | 0               |                    | -                  | -                  |             | -           | -           | 17     | 0      |        |
| 2017-2018              | Eintracht Braunschweig | 2L                     | 13         | 0          | CG              | 1               | 0               |                    | -                  | -                  |             | -           | -           | 14     | 0      |        |
| Totale E. Braunschweig | Totale E. Braunschweig | Totale E. Braunschweig | 51         | 1          |                 | 3               | 0               |                    | -                  | -                  |             | -           | -           | 54     | 1      |        |
| 2018-2019              | Greuther Fürth         | 2L                     | 31         | 0          | CG              | 0               | 0               |                    | -                  | -                  |             | -           | -           | 31     | 0      |        |
| 2019-2020              | Greuther Fürth         | 2L                     | 15         | 0          | CG              | 1               | 0               |                    | -                  | -                  |             | -           | -           | 16     | 0      |        |
| Totale carriera        | Totale carriera        | Totale carriera        | 121        | 1          |                 | 4               | 0               |                    | -                  | -                  |             | -           | -           | 125    | 1      |        |